# Augias

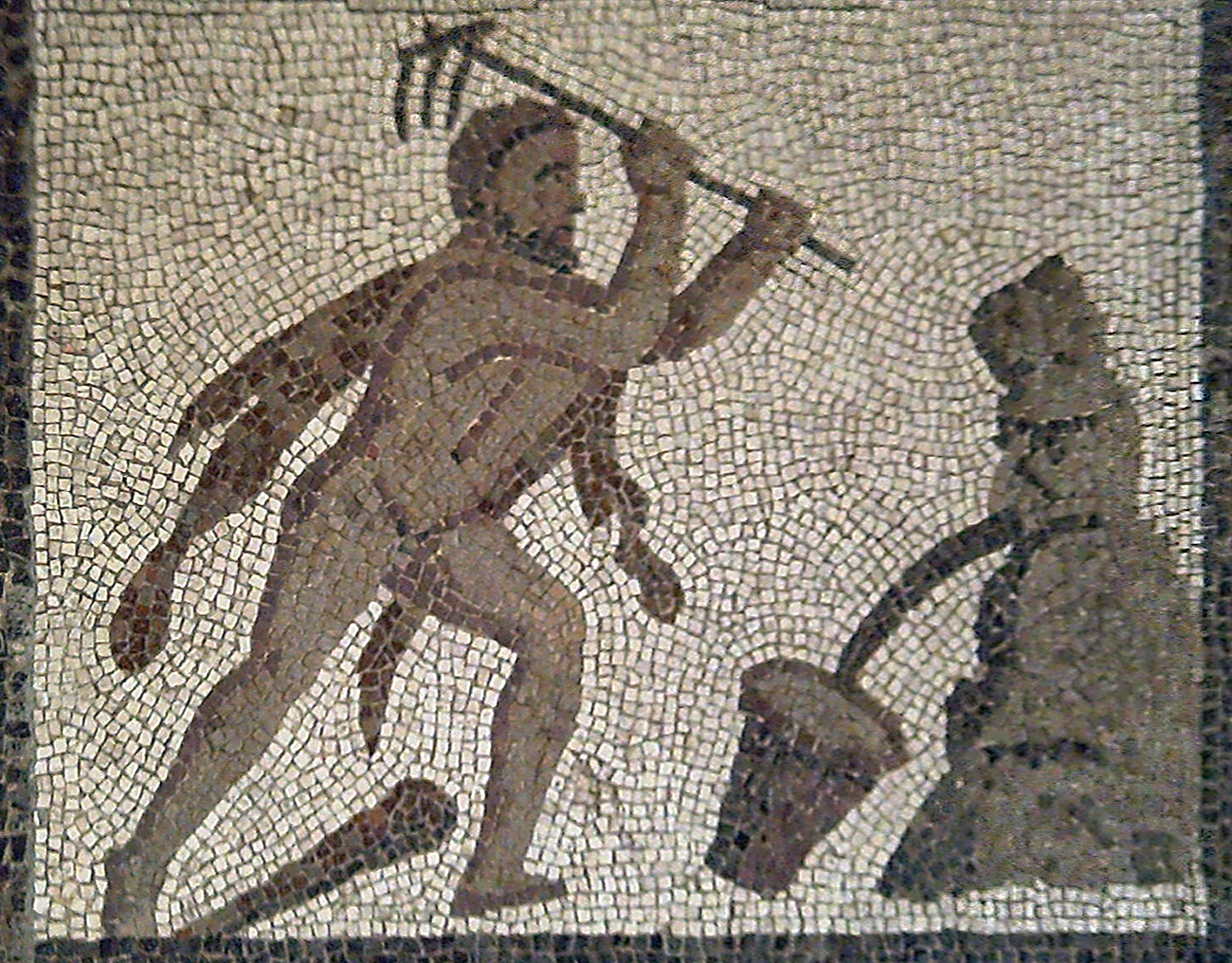
Hercules maakt de stallen van Augias schoon door de Alpheüs en de Peneios om te leiden. Detail van De Twaalf werken van Herakles mosaic in Llíria

Augeias (Oudgrieks: Ἀυγείας) of Augias (Latijn) is een personage uit de Griekse mythologie. In de mythe van Herakles (Hercules) is hij een koning, die woonde in het stadje Elis, dat vlak bij Olympia lag in het westen van de Peloponnesos. Hij was getrouwd met Epicaste. Hij was volgens Hyginus ook een van de Argonauten.

## Mythe
Augias bezat de grootste kudde van het land. De kudde telde wel drieduizend ossen, maar de stallen van de kudde waren al in geen dertig jaar uitgemest. De opdracht van Herakles was om de stallen in één dag schoon te maken. Hij kreeg dat voor elkaar door twee rivieren die erlangs stroomden om te leiden, de Alpheüs en de Peneios.
De stroom water, die daardoor ontstond, spoelde de mest weg. Op die manier werden de stallen van Augias in één dag schoongemaakt en vervulde Herakles het vijfde van zijn twaalf werken.
Augias was woedend vanwege het succes, omdat hij Herakles als beloning een tiende deel van zijn land had beloofd. Hij kwam deze afspraak echter niet na. Daarom werd Augias door Herakles gedood. Herakles gaf zijn koninkrijk toen aan Phyleus, de zoon van Augias. Deze was door zijn vader verbannen vanwege zijn steun aan Herakles. Doordat Herakles zich liet betalen, vond Eurystheus dat het werk niet goed uitgevoerd was, en moest Herakles er een ander vervullen. Normaal moest Herakles er maar 10 vervullen, maar bij het doden van de Hydra kreeg hij hulp, en dat telde dus ook niet mee.

## Taal
De mythe leeft altijd nog voort, ook in het Nederlands met de uitdrukking: "een augiasstal", waarmee gedoeld wordt op een ongeordende bende (puinhoop).
Nemeïsche leeuw · 
Hydra van Lerna · 
Hinde van Keryneia · 
Erymanthisch zwijn · 
Stallen van Augias · 
Stymphalische vogels · 
Stier van Kreta · 
Vleesetende paarden van Diomedes · 
Gordel van Hippolyte · 
Kudde van Geryones · 
Gouden appels van de Hesperiden · 
Kerberos